# 奥島和美
奥島 和美（おくしま かずみ、1974年10月15日 - ）は、日本の女性声優。兵庫県出身。

## 略歴
以前は江崎プロダクション付属養成所を経て、マウスプロモーション（旧 江崎プロダクション)に所属していた。

## 人物
方言は関西弁。
趣味・特技はらくがき、ゲーム　読書。

## 出演
太字はメインキャラクター。

### テレビアニメ
1993年
- 美少女戦士セーラームーンR（九助）

1995年
- 闘魔鬼神伝ONI（子供A、女1、女）

1996年
- 赤ちゃんと僕（藤井正樹、広瀬努）
- 少年サンタの大冒険!（子供）
- みどりのマキバオー（ゴンチグ）
- YAT安心!宇宙旅行（タック）

1997年
- CLAMP学園探偵団（女生徒F）
- 夢のクレヨン王国（クラット王子）

1998年
- カウボーイビバップ（ショーン）
- 魔法のステージファンシーララ（女の子）

1999年
- 今、そこにいる僕（少年兵C、子供）
- おジャ魔女どれみ（1999年 - 2001年、芝山だいち、樋口秀三、トオル 他） - 4シリーズ
- 星界の紋章（少年）
- トラブルチョコレート（魚屋の子供）

2002年
- 朝霧の巫女（女子A）

2003年
- クロノクルセイド（ビリィ）
- 最遊記RELOAD（拳星）
- デジガールPOP!（山口君）
- PEACE MAKER鐵（母親）
- 無人惑星サヴァイヴ（アダム）

2004年
- 犬夜叉（行者）

2005年
- ガンパレード・オーケストラ（山口葉月）
- ギャラリーフェイク（遥）
- 甲虫王者ムシキング 森の民の伝説（子供）
- ふたりはプリキュア Max Heart（高田）

### OVA
- BADBOYS3 BEST FRIEND（1995年、女の子B）
- 同級生2（1996年、アナウンサー）
- 闘神伝（1996年、子供）
- サクラ大戦 桜華絢爛（1997年、男の子）
- アカネマニアックス（2004年、御剣冥夜）
- ガンパレード・オーケストラ（2006年、山口葉月）

### Webアニメ
- あゆまゆ劇場（2006年、御剣冥夜）

### 劇場アニメ
- ウルトラニャン2 ハッピー大作戦（1998年、ダブ）

### ゲーム
1994年
- カードエンジェルス

1995年
- レッスルエンジェルス Double Impact 団体経営編&新人デビュー編（ブレード上原、神田幸子）

1996年
- 花札でPON!

1997年
- ラグナキュール（ヒノカ）

1998年
- AZEL -パンツァードラグーン RPG-（エンカク）
- ワンダートレック（仔オオカミB）

1999年
- 央華封神 〜央華咲きし刻〜（雛鳴）

2000年
- ガンパレード・オーケストラ（山口葉月）

2001年
- センチメンタルグラフティ（同級生2、女友達1、担任女教師）

2002年
- SHINE〜言葉を紡いで〜（ミサト・アトラン）

2003年
- マブラヴ（御剣冥夜）

2004年
- 3年B組金八先生 伝説の教壇に立て!（櫛形陽子）

2006年
- マブラヴ オルタネイティヴ（御剣冥夜）

2007年
- プリンセスメーカー5

2018年
- スーパーロボット大戦X-Ω（御剣冥夜）

2020年
- アッシュアームズ -灰燼戦線-（御剣冥夜）

### 吹き替え

#### 映画
- あの子を探して（ジエンメイ）
- アンタッチャブル（少女）※DVD用新録版
- ヴァージン・スーサイズ（ボニー・リスボン〈チェルス・スウェイン〉）
- 女と女と井戸の中
- カンガルー・ジャック
- クアドロフォニア 多重人格殺人（カレン）
- グリーンマイル（ホウイー〈クリストファー・ジョエル・アイブス〉）
- クリクリのいた夏（ジョジョ）※ソフト版
- ケチャップ（男の子）
- ゴースト・スクリーム（アダム〈シアラン・フィッツジェラルド〉）
- サンタに化けたヒッチハイカーは、なぜ家をめざすのか?
- サイダーハウス・ルール（クララ〈クレア・デイリー〉）
- シークレット/嵐の夜に（パミー〈ミシェル・ウィリアムズ〉）
- シャンヌのパリ、そしてアメリカ（幼年時代のビリー〈サミュエル・グルーエン〉）
- 捜査官ジーナ
- ダークネス 狙われた女捜査官
- ツイン・タウン
- 28DAYS（リリーの子供時代〈メレディス・ディーン〉）
- 25年目のキス（クリスティン・デービス〈マーリー・シェルトン〉）
- ハピネス（ジョニー〈エヴァンシルバーバーグ〉）
- 光る眼
- フライング・ダウン（ジャスティン）
- ブリタニック（ウィリアム・ルイス〈アーチー・デービス〉）
- ベスト・フレンズ・ウェディング
- ベビー・シッターズ・クラブ
- ベルベット・ゴールドマイン（オスカー〈ルーク・モーガン・オリバー〉）
- ぼくのバラ色の人生（ソフィ）
- マグダレンの祈り（ウーナ・オコナー）
- ロミオ・マスト・ダイ（従業員）
- 野獣教室（ダイアナ〈ウェンディー・ガードナー〉）
- わたしが美しくなった100の秘密（不良少女）

#### ドラマ
- アボンリーへの道（ベルマ・ビューグル）
- ER緊急救命室
  - シーズン1 #6
  - シーズン2（ジミー〈ジェイク・ロイド〉）、#7（ジョーイ・ラーキン〈ザカリー・チャールズ〉）、#10（少年）、#14（ジョセフ〈ヴァレンティノ・モレノ〉）
  - シーズン3 #3（ジェーン〈サラ・ルー〉）
  - シーズン4 #16（エリック〈デヴォン・マイケル〉）
  - シーズン6 #10（ジェイソン〈コーディ・カッシュ〉）、#18（ワイアット〈スコッティ・リーヴェンワース〉）
  - シーズン7 #9（ニコラス〈ライアン・ジェームズ〉）
  - シーズン8（ミッキー〈コルトン・ジェームズ〉）
  - シーズン9 #9（モーガン〈ミーガン・ヴィント〉）
  - シーズン12 #2（リアム〈ヘイデン・ブルムバーグ〉）
- 宇宙船レッド・ドワーフ号 シーズン2
- おまかせアレックス
- クロウ 天国への階段（サラ・モーア）
- 刑事ナッシュ・ブリッジス シーズン5
- シークエスト（シーザー・テズロフ）
- シークエスト2（子供）
- 走れ!ケリー（ディノ）
- ミステリー・グースバンプス（子供 他）
- ミディアム6 霊能者アリソン・デュボア（ジェニファー・ウィッテン）
- 夢みる小犬ウィッシュボーン（カーティス、マーカス）

#### アニメ
- エド エッド エディ（ジミー）

### ドラマCD
- アンジェリーク外伝 無限音階（村の子供）
- 海に似た空の色（少年藤久）
- XY（タカヤ子供の頃）
- WEST END 2（城デミA）
- 江戸川乱歩シリーズ「悪魔人形」
- LEVEL-C 快楽の方程式（女の子A）
- ガンパレード・オーケストラ ドラマCD Vol.1〜白の章〜（山口葉月）
- 同級生 恋愛専科（看護婦）
- 最後のドアを閉めろ!（大阪支社の女性）

### その他
- 花とゆめ ラジオCM（ナレーション）
- パチスロ 2027（ケイ）
- ナイトウィザード「スターダスト・メモリーズ 星を継ぐ者」（赤羽くれは）※Webコマーシャル版